# Ket und Wig

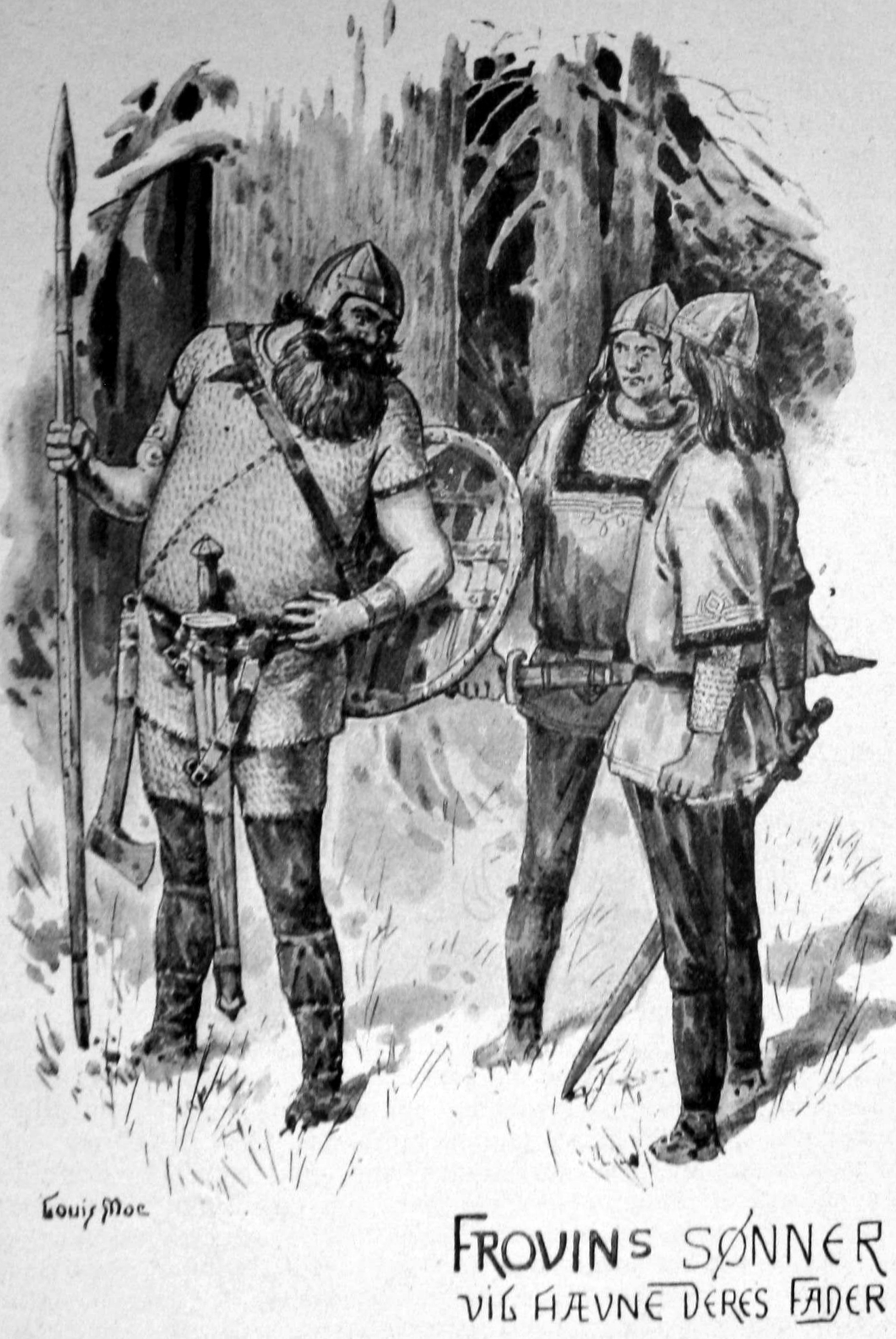
Ket und Wig sprechen mit dem Mörder ihres Vaters, Illustration von Louis Moe

Ket und Wig (auch Keto und Wigo) erscheinen in der Gesta Danorum als Söhne von Frowin, dem Herrscher Schleswigs. Wig erscheint zudem in der angelsächsischen Chronik als Sohn von Freawine (Frowin) und Vater von Gewis, eponymer Vorfahr des Königreichs Wessex und seiner Könige aus dem Stamm der Gewissæ. Dies scheint allerdings eine alte Verfälschung des Stammbaumes zu sein.
Der Stammbaum von Wig und seiner Nachfahren liest sich in der Angelsächsischen Chronik wie folgt.

„Kenred, Kenred of Ceolwald, Ceolwald of Cutha, Cutha of Cuthwin, Cuthwin of Ceawlin, Ceawlin of Cynric, Cynric of Cerdic, Cerdic of Elesa, Elesa of Esla, Esla of Gewis, Gewis of Wig, Wig of Freawin, Freawin of Frithogar, Frithogar of Brond, Brond of Beldeg, Beldeg of Woden, Woden of Fritliowald, Frithowald of Frealaf, Frealaf of Frithuwulf, Frithuwulf of Finn, Finn of Godwulf, Godwulf of Geat, Geat of Tætwa, Tætwa of Beaw, Beaw of Sceldi, Sceldi of Heremod, Heremod of Itermon, Itermon of Hathra, Hathra of Guala, Guala of Bedwig, Bedwig of Sceaf, that is, the son of Noah, he was born in Noah’s ark“

## Hintergrund

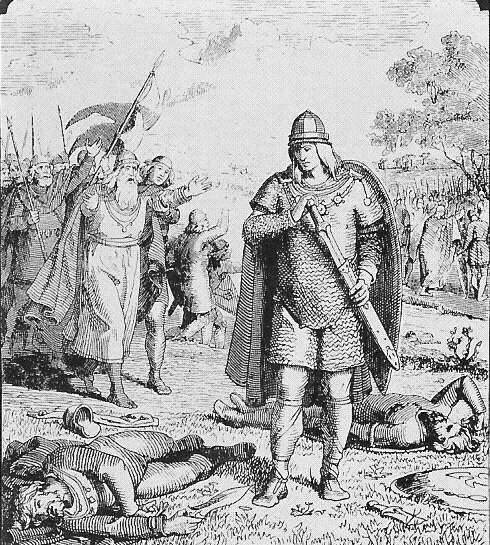
Offa nach dem Zweikampf

Ihr Vater, Fürst Frowin/Freawine von Schleswig, wurde durch den schwedischen König Athisl (Eadgils) zum Zweikampf herausgefordert und starb. König Wermund, der ihren Vater mochte, nahm sich Ket und Wigs wie seiner eigenen Kinder an. Die rächten später ihren Vater, allerdings kämpften sie zu zweit gegen Athisl, was als nationale Schande verstanden wurde. Dies konnte erst durch ihren Schwager Offa wieder gutgemacht werden, als dieser im Einzelkampf zwei Sachsen tötete. Diese Veranstaltung wird in der Widsith als ein Duell gegen Myrgings beschrieben.
Der Kampf der beiden Brüder gegen den Mörder ihres Vaters verstieß gegen den Ehrenkodex des Zweikampfes und brachte Schande über die Dänen und über deren Familie. Offa trat später stellvertretend für seinen erblindeten Vater König Wermund gegen den Sohn des Sächsischen Königs und dessen Begleiter an. Dabei tötete er beide Angreifer auf einer Insel in der Eider mit dem alten Schwert „Skrep“ (fest) seines Vaters und stellte so die Ehre wieder her.